# Willy Theiler
Willy Theiler (Max Wilhelm Theiler; * 24. Oktober 1899 in Adliswil; † 26. Februar 1977 in Bern) war ein Schweizer Klassischer Philologe, der als Professor an den Universitäten Königsberg (1932–1944) und Bern (1944–1968) wirkte.

## Leben
Willy Theiler, der Sohn eines Industriellen, besuchte das Gymnasium in Zürich und begann 1918 an der dortigen Universität das Studium der Klassischen Philologie. 1919 wechselte er nach Basel, wo Peter von der Mühll sein akademischer Lehrer war. Das Wintersemester 1921/1922 verbrachte Theiler in Göttingen, die folgenden zwei Semester in Berlin bei Eduard Norden, Werner Jaeger und Ulrich von Wilamowitz-Moellendorff. Nach Basel zurückgekehrt wurde Theiler 1924 mit der Dissertation Die teleologische Naturbetrachtung bei Aristoteles promoviert. In den folgenden Jahren arbeitete er als Vertretungslehrer an verschiedenen Schweizer Gymnasien und ging schließlich als Assistent von Eduard Fraenkel an die Universität Kiel, wo er am 10. Dezember 1927 seine Habilitation erreichte. Seine Habilitationsschrift Die Vorbereitung des Neuplatonismus war der Beginn seiner lebenslangen Beschäftigung mit der Entwicklung der platonischen Philosophie.
Nach seiner Habilitation in Kiel wurde Theiler 1932 als Nachfolger von Kurt Latte auf den Lehrstuhl für Klassische Philologie (Schwerpunkt Latinistik) an der Universität Königsberg berufen. Hier wirkte Theiler viele Jahre, auch während der nationalsozialistischen Herrschaft. Mit seinem Kollegen, dem Gräzisten Paul Maas, stand Theiler lange in Kontakt, auch nachdem Maas 1934 als „Nichtarier“ seine Professur verlor. Theiler versuchte gemeinsam mit Alfred Körte, Eduard Schwartz und Bernhard Schweitzer mit einer Eingabe an das Kultusministerium, Maas’ Pensionierung rückgängig zu machen, aber ohne Erfolg. In den folgenden Jahren gab Theiler in Königsberg auch gräzistische Lehrveranstaltungen. Er engagierte sich in der Königsberger Gelehrten Gesellschaft und heiratete 1937 Georgine Burckhardt, seine ehemalige Basler Studienkollegin. 1940 kam ihr Sohn Luzius zur Welt.
Wenige Monate bevor Königsberg im Zweiten Weltkrieg vom Deutschen Reich abgeschnitten wurde, erhielt Theiler 1944 einen Ruf der Universität Bern auf den gräzistischen Lehrstuhl, der durch die Pensionierung von Édouard Tièche vakant war. Diesen Lehrstuhl hatte Theiler bis zu seiner Emeritierung im Jahr 1968 inne. In diesem Jahr verlieh ihm die Universität Bonn die Ehrendoktorwürde und die British Academy ernannte ihn 1965 zum korrespondierenden Mitglied.
Seit 1967 litt Theiler unter schwerem Asthma, das seine Bewegungsfähigkeit einschränkte. Zusätzlich erschwerte ein Augenleiden seine wissenschaftliche Arbeit. Dennoch blieb Theiler in der Forschung aktiv, bis er am 26. Februar 1977 nach kurzer, schwerer Krankheit starb.

## Leistungen
Willy Theilers Forschungsarbeit bezog sich hauptsächlich auf die griechische Literatur. Er veröffentlichte Untersuchungen zur Struktur der homerischen Epen, über die Lyriker Sappho, Simonides von Keos und Pindar, über die Elektra-Dramen und den Tragödiendichter Euripides, über Epigramme und spätantike Hymnen. Auch zur Geschichtsauffassung der antiken Historiker veröffentlichte er einige Aufsätze. Eine Auswahl seiner Schriften ist in dem Sammelband Untersuchungen zur antiken Literatur (Berlin 1970) versammelt.
Im Zentrum seiner Forschung stand die antike Philosophie, der schon seine Dissertation und seine Habilitationsschrift gewidmet waren. Die Vorbereitung des Neuplatonismus (Berlin 1930) galt als grundlegende Arbeit und wurde noch 1964 und 2001 nachgedruckt. In der Aufsatzsammlung Forschungen zum Neuplatonismus (Berlin 1966) sind seine Beiträge zu diesem Forschungsgebiet gesammelt. Neben dem Neuplatonismus beschäftigte sich Theiler auch mit der Philosophie des Aristoteles. In zahlreichen Übersetzungen und Schultextausgaben trug er zu einer grösseren Bekanntheit der antiken Philosophie bei.
Durch seine These von der „immanenten Entwicklung des Griechentums zur Religion“ hat er die Forschungen seines Königsberger Kollegen Carl Schneider beeinflusst. Sie besagt, „dass der Übergang vom Hellenismus zum Christentum ohne Bruch erfolgt ist, denn selbst das Alte Testament ist nur in griechischer Interpretation vom Christentum rezipiert worden“.
Als akademischer Lehrer hatte Theiler eine Vielzahl von Schülern. Er betreute bis zu seinem Tod zahlreiche Dissertationen, von denen 26 bei ihm abgeschlossen wurden (und weitere an anderen Universitäten). Sein erster Doktorschüler war Georg von Reutern (1906–1945), der 1932 in Kiel mit der Dissertation Plutarchs Stellung zur Dichtkunst. Interpretation der Schrift‚ De audiendis poetis‘ (Kiel 1933) promoviert wurde.

## Veröffentlichungen (Auswahl)
- Die Vorbereitung des Neuplatonismus. 2. Aufl. Weidmann, Berlin 1964.
- Zur Geschichte der teleologischen Naturbetrachtung bis auf Aristoteles. 2. Aufl. de Gruyter, Berlin 1965.
- Forschungen zum Neuplatonismus (= Quellen und Studien zur Geschichte der Philosophie, Bd. 10). de Gruyter, Berlin 1966.
- Untersuchungen zur antiken Literatur. de Gruyter, Berlin 1970.